# Coskrenita-(Ce)
La coskrenita-(Ce) és un mineral de la classe dels compostos orgànics. Rep el seu nom de T. Dennis Coskren (1942.), geoquímic i mineralogista nord-americà.

## Característiques
La coskrenita-(Ce) és una substància orgànica de fórmula química Ce₂(SO₄)₂(C₂O₄)(H₂O)₈. Va ser aprovada com a espècie vàlida per l'Associació Mineralògica Internacional l'any 1996. Cristal·litza en el sistema triclínic. Es troba com a cristalls tabulars en forma de falca, de fins a 1 mil·límetre, aplanats en {100}, amb {010} i {001}, generalment en agregats.
Segons la classificació de Nickel-Strunz, la coskrenita-(Ce) pertany a «10.AB - Sals d'àcids orgànics: oxalats» juntament amb els següents minerals: humboldtina, lindbergita, gluixinskita, moolooïta, stepanovita, minguzzita, wheatleyita, zhemchuzhnikovita, weddel·lita, whewel·lita, caoxita, oxammita, natroxalat, levinsonita-(Y), zugshunstita-(Ce) i novgorodovaïta.

## Formació i jaciments
Va ser descoberta al Parc Nacional de les Grans Muntanyes Fumejants, a Tennessee (Estats Units), l'únic indret on ha estat trobada. Sol trobar-se associada a altres minerals com l'epsomita i l'apjohnita.